# Frans Coebel van Loo
Frans Coebel van der Loo, Herr von (der) Loo, auch François Coebel genannt (* um 1470 in Delft; † 12. September 1532) war ein holländischer Politiker.

## Vita
Frans Coebel van der Loo war ein Sohn des Pieter Claes Cobelsz, veertigraad von Delft. Verheiratet war er mit Christina van Rijswijck, einer Tochter von Mr. Dirck van Rijswijck, Rechenmeister in Den Haag. Das Ehepaar hatte mit Dirck, Anna und Catharina drei Kinder.
Frans Coebel van der Loo studierte an den Universitäten von Paris (1485–1486), Löwen (1487) und Orléans (1490). Im August 1500 wurde er zum Landesadvokat der Staaten von Holland benannt. Dieses Amt hatte er bis in das Jahr 1513 inne. In diesem Jahr wurde er auch als Ratsherr in den Hofes van Holland, Seeland und West-Friesland eingeführt.
Im Jahre 1525 wurde Frans Coebel mit der Hofstede De Loo in Voorburg belehnt. Von nun an konnte er sich „Heer van de Loo“ nennen.